# Вілла-Бартоломеа
Вілла-Бартоломеа (італ. Villa Bartolomea, вен. Viła Bartołomea) — муніципалітет в Італії, у регіоні Венето,  провінція Верона.
Вілла-Бартоломеа розташована на відстані близько 380 км на північ від Рима, 85 км на південний захід від Венеції, 45 км на південний схід від Верони.
Населення — 5901 особа (2014).
Щорічний фестиваль відбувається 24 серпня. Покровитель — святий Варфоломій.

## Демографія
Населення за роками:

Станом на 1 січня 2023 року в муніципалітеті офіційно проживало 500 іноземців з 32 країн, серед них 142 громадяни країн Євросоюзу та 9 громадян України.

## Сусідні муніципалітети
- Кастаньяро
- Кастельново-Баріано
- Джаччано-кон-Барукелла
- Леньяго
- Терраццо